# El Congrés i els Indians
El Congrés i els Indians és un dels barris del districte de Sant Andreu de Barcelona, situat al seu extrem occidental. Juntament amb el de Navas, és el més densament poblat del districte, amb prop de 14.500 habitants en una superfície de 40 hectàrees.

## Descripció
Els límits del seu nucli inicial són els carrers d'Alexandre Galí, Ramon Albó, Riera d'Horta, Concepció Arenal, Garcilaso, Felip II i Puerto Príncipe. La major part correspon al polígon d'habitatges del Congrés Eucarístic, però en l'actualitat s'hi inclou també l'anomenat «barri dels Indians», format per un conjunt d'illes on es van instal·lar alguns indians en tornar d'Amèrica, i que s'estén fins al passeig de Maragall i el carrer d'Olesa.

## Festes majors
La Comissió de Festes del Congrés és l’entitat organitzadora de la Festa Major del Congrés, que es fa els dos primers caps de setmana d’octubre. Hi ha tota mena d'activitats programades, com ara esdeveniments esportius, àpats populars, concerts i actuacions teatrals. La cultura popular hi és molt ben representada, per mitjà de les associacions del barri, com ara la Congregació Diabòlica i les diverses seccions de l’Agrupació Congrés.
L’Associació de Festes de l’Antic Barri dels Indians és l'encarregada de la Festa Major dels Indians la segona quinzena de setembre. La festa s'obre amb una cercavila i el pregó de festes; plantada de gegants i ball; hi ha esmorzar per a la gent gran, xocolatada per als nens, botifarrada popular, arrossada per als socis, sopar de germanor, així com actuacions de pallassos per als nens, jocs de carrer per als més petits i concursos de truites i pastissos. No hi pot faltar la cantada d'havaneres amb rom cremat i un castell de focs de cloenda.